# Canthylidia pallida
Canthylidia pallida är en fjärilsart som beskrevs av Butler 1886. Canthylidia pallida ingår i släktet Canthylidia och familjen nattflyn. Inga underarter finns listade i Catalogue of Life.